# Alan Goa
Alan Goa detta la fiera, conosciuta anche come Alan Qoa o Alan Gua (fl. X secolo) è stata la moglie di Debun Khan, sovrano mongolo.
Nell'opera La storia segreta dei mongoli ha connotati leggendari. I suoi cinque figli sono descritti come i capostipiti dei vari clan mongoli.

## Riferimenti
- A.A.V.V., Miti d'oriente, Gherardo Casini Editore, 2008